# Terremoto de Colima de 1818
El terremoto de Colima de 1818 ocurrió el 31 de mayo de 1818 en ese estado de México, y tuvo una magnitud calculada en los 7 grados en la escala de Richter, sin embargo, dentro del registro oficial del Centro Nacional de Prevención de Desastres considera este terremoto como de 7.7. El terremoto fue oscilatorio y trepidatorio de norte a sur. Comenzó aproximadamente a las tres de la mañana. Fue sentido en Ciudad de México, Puebla, Tlaxcala, Veracruz, Oaxaca, Morelos, Jalisco y Colima.
```
El número de vidas perdidas se calcula en 2000 entre Colima y Jalisco. En 
La Ciudad de Colima
 esta última ciudad la mayor parte de los edificios fueron destruidos y se destruyó el templo y convento de San Francisco en Almoloyan (hoy 
Villa de Álvarez
). Mientras que en Guadalajara, además de grandes daños en el palacio de gobierno , las torres de su 
catedral
 colapsaron, mismas que serían sustituidas por las que aún posee, terminadas en 1854.
[
3
]
```